# Ящуржинский, Василий Григорьевич
Василий Григорьевич Ящуржинский (ок. 1813—1855) — протоиерей Николаевского собора Уманской и Звенигородской епархии, публицист, переводчик и педагог; сотрудник газеты «Киевские губернские ведомости».

## Биография
Василий Ящуржинский происходил из духовного звания и родился в начале XIX века в Бердичевском (Махновском) уезде Киевской губернии Российской империи. 
Воспитывался в Киевской духовной семинарии, по окончании которой поступил в Киевскую духовную академию, но год спустя, вследствие расстроенного здоровья, вынужден был её оставить. 
Ещё будучи в богословском классе Киевской семинарии, он исполнял обязанности преподавателя греческого языка в низшем отделении той же семинарии, а выйдя из академии, занял место учителя латинского языка Уманских уездных училищ и в этой должности состоял около двадцати лет. В этот промежуток времени он принял сан священника и получил назначение в Уманский Николаевский собор. 
В. Г. Ящуржинский хорошо знал греческий, польский, немецкий, французский и особенно латинский языки. На латыни он писал свои записки — Sintaxis ornata; на латинский же язык им была переведена пространная Священная история и много небольших статей. Кроме вышеупомянутых работ и сотрудничества в «Киевских Губернских Ведомостях», где им был напечатан ряд статей и заметок, он оставил после себя в рукописях много научных работ и заметок, преимущественно по естественным наукам, которыми он занимался с большим энтузиазмом. 
Василий Григорьевич Ящуржинский скончался в Умани 23 февраля 1855 года.